# 尤斯顿路
尤斯顿路（英語：Euston Road）是英国伦敦一条重要干道，东西走向，西起马里波恩路（Marylebone Road），东到本顿维尔路（Pentonville Road），长1.6 km。此街道是英國版棋盤遊戲「大富翁」的街道，與本頓維爾路以及安吉爾同屬淺藍色地段。

## 历史
尤斯顿路最初是从帕丁顿到伊斯灵顿的新马路（New Road）的中段，开辟于1756年。这一年国会法案通过，5月开工，9月通车。这是伦敦第一条绕城路，通过伦敦北侧的田野，现在已经是伦敦的中心区域。

## 建筑
国王十字火车站和圣潘克拉斯火车站位于此路的东端，大英图书馆在附近，尤斯顿火车站在稍西面一些。尤斯顿塔楼（Euston Tower）也位于这条马路。惠康基金会的新旧总部都位于此路南侧。
在该路中段，是圣潘克拉斯新教堂（St Pancras New Church），和对面的尤斯顿路消防站。100–110号是萧伯纳剧院（Shaw Theatre），1971年建，1998年重建。新建的大学学院医院（University College Hospital）大楼位于南侧。

## 自西向东
| 南侧                                   |   | 北侧                             |
| ← 朝向中心                             | ↑ | 远离中心 →                       |
| 西:马里波恩路（Marylebone Road）       |   |                                  |
|                                        |   |                                  |
| 大波特兰街（Great Portland Street）    |   | 奥尔巴尼路（Albany Road）        |
|                                        |   |                                  |
|                                        |   |                                  |
|                                        |   |                                  |
| 托特纳姆法院路（Tottenham Court Road） |   | 汉普斯特得路（Hampstead Road）   |
| 高尔街（Gower Street）                 |   |                                  |
|                                        |   |                                  |
|                                        |   |                                  |
|                                        |   |                                  |
| 上沃本坊（Upper Woburn Place）         |   | 艾佛施尔特街（Eversholt Street） |
| UNISON 总部                            |   |                                  |
|                                        |   |                                  |
|                                        |   |                                  |
|                                        |   |                                  |
|                                        |   |                                  |
| 格雷律师学院路                         |   | 约克道（York Way）               |
| 东: 本顿维尔路（Pentonville Road）     |   |                                  |
|                                        |   |                                  |
| ← 朝向中心                             | ↓ | 远离中心 →                       |
| 南侧                                   |   | 北侧                             |

## 沿路地铁站
自西向东：
- 摄政公园站
- 大波特兰街站
- 沃伦街站
- 尤斯顿广场站
- 尤斯頓站
- 国王十字圣潘克拉斯站